# Beata Rzepka
Beata Maria Rzepka – polska matematyk, doktor habilitowany nauk matematycznych, profesor Politechniki Rzeszowskiej im. Ignacego Łukasiewicza, specjalistka od równań całkowych oraz równań różniczkowych.

## Kariera naukowa
W 1993 roku na Wyższej Szkole Pedagogicznej w Rzeszowie uzyskała tytuł magistra matematyki. W tym samym roku została zatrudniona na Politechnice Rzeszowskiej im. Ignacego Łukasiewicza. W 2003 roku na  Wydziale Matematyki i Informatyki Uniwersytetu im. Adama Mickiewicza w Poznaniu uzyskała stopień doktora nauk matematycznych w zakresie matematyki na podstawie rozprawy pt. Zastosowanie miar niezwartości do badania istnienia i asymptotycznej stabilności rozwiązań równań różniczkowych i całkowych, której promotorem był prof. Józef Banaś. W 2018 roku Wydział Matematyki, Fizyki i Informatyki Uniwersytetu Marii Curie-Skłodowskiej w Lublinie nadał jej stopień doktora habilitowanego nauk matematycznych w dyscyplinie matematyki na podstawie pracy pt. Rozwiązania nieliniowych równań całkowych i nieskończonych układów tych równań w pewnych przestrzeniach Banacha i własności tych rozwiązań.